# 海貓悲鳴時系列角色列表
海貓悲鳴時角色列表是同人社團07th Expansion製作的同人遊戲《海貓悲鳴時》和《海貓悲鳴時散》的登場人物相關記載。
- 原作PC版（EP1~EP8）、番外篇（羽、翼及咲）無語音。
- 以下所示“聲優”均為電視動畫版中的配音演出，若沒有標明“PS3”或“PS4/Switch”，PS3移植版中的聲優與電視動畫的一致，PS4/Switch移植版中的聲優與電視動畫及PS3移植版的一致。（註：電視動畫版只到EP4，而PS3版本則到EP8，而PS4/Switch版本包含羽、翼、咲）
- 本表中文譯名並非官方版本，而是網路上約定俗成的稱法。
- 因為是推理遊戲，所以不會提及真相與解答，此處只提供出場人物的基本表象描述。
- 電視動畫沒有散篇（EP5~EP8）以及番外篇羽、翼及咲，而本頁面含有對散篇及番外篇人物的描述，請注意。

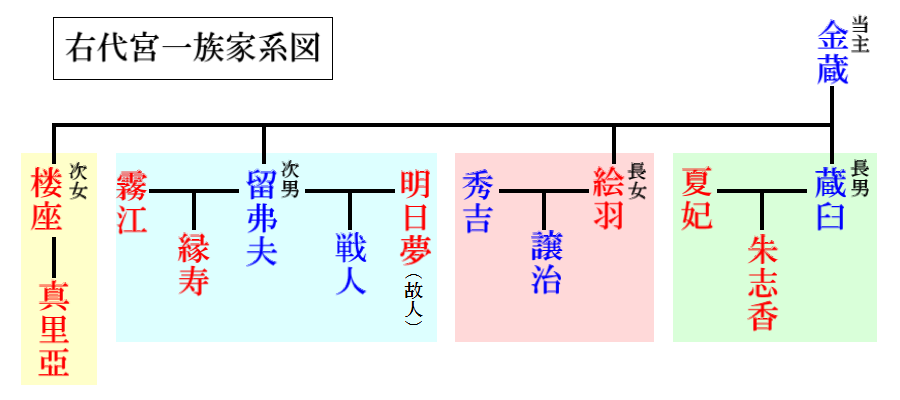
右代宮一族家系圖
男性成員女性成員
■長男一家■長女一家■次男一家■次女一家

## 右代宮家

### 家督
右代宫 金藏（KINZO，聲優：麥人\小野大輔(18歲時)）
右代宮家現任家督。
本來是以前的右代宮分家出身，由於關東大地震時右代宮本家遭遇毀滅，金藏因此被彼此仍鬥爭不休的長老們選中，作為協調並擔當起家督之職。
據說曾與魔女貝阿朵莉切簽訂靈魂契約而得到10噸黃金，正是用這些黃金做擔保，金藏獲得了大筆貸款，重振了右代宮家的生意。二戰後靠朝鮮戰爭特需賺了一大筆，並獲得了六軒島的所有權。
對西方文化有很深的瞭解，子女和孫輩的命名上都有濃郁的西方風格。也是由於他對西方文化的親近，使得二戰後他能與盟軍佔領軍建立良好的關係——這層關係對他提前得知朝鮮特需和獲得六軒島都有很大幫助。
雖很久之前就被診斷餘命不長於三個月，仍不聽醫生勸告大量飲酒，且無視死亡警告般頑強地活到現在。從前精明能幹，現在變得脾氣暴躁喜怒無常。整天只在自己的書房裡研究黑魔法，只和醫生及幾個親信的傭人接觸，急切期待與貝阿朵莉切再見一面。
在紗代確定就是貝阿朵莉切之子嗣的當夜即去世，死後被保存在冰櫃中，僅長男一家人，和少部分傭人知道其死訊。
稱得上是導致貝阿朵莉切悲劇的始作俑者。
事實是，金藏於1945年時在當時仍是軍事基地的六軒島值勤，且日本作為當年的軸心國之一，在義大利的法西斯政權崩毀時，邂逅了身為義大利高官之女的貝阿朵莉切，十噸黃金是當時義大利作為最後一搏的資金，後來六軒島發生軍事暴動，倖存者僅剩金藏與貝阿朵莉切。

### 長男一家
右代宫 藏臼（KRAUSS，聲優：小杉十郎太）
金藏的第一个孩子。自从金藏躲进书房钻研黑魔法后，右代宫家实际上由藏臼在管理。
十分渴望像父亲一样干出一番大事业，但投资屡屡失败，经常被金藏呵斥。看好日本经济发展而大力投资高档休闲业，花费数亿日元在六轩岛上兴建豪华宾馆，但几年来一直没能力投入服務。因被怀疑侵吞金藏遗产，而与其他兄妹关系恶劣，被他們批评成自大傲慢的人物。
右代宫 夏妃（NATSUHI，聲優：篠原惠美）
藏臼的妻子。出身贵族家庭，自尊心强，不喜欢欠别人人情。
作为下任家督的妻子，为金藏生一个孙子是她结婚最大的使命。但在结婚的头12年没有生育，最後更只有女兒，使得她在右代宫家处境十分艰难。对于忙于商务的丈夫尽心尽力，同时还要负责女儿的教育、佣人的管理等等。但由於女儿处在叛逆期，完全无法体会到母亲的好意。尽管如此她仍一如既往的爱护女儿，夏妃目前的最大愿望就是可以为女儿安排一个幸福的人生。
由于先天性头痛经常发作，时常露出不悦的表情。
在生下朱志香前，曾被金藏託付一名嬰兒，但是因壓力過大之故，推落了抱著嬰兒的保母，結果造成保母當場死亡，嬰兒重傷但仍倖存。
右代宫 朱志香（JESSICA，聲優：井上麻里奈）
藏臼与夏妃的女儿。和战人同是18岁的高中3年级学生。性格活泼，是高中的学生会会长，亦是乐团成员，不过成绩不是很理想。作为藏臼的继承人，她是下一代家督的候补人选，但由于右代宫家有严重的男尊女卑，所以实际上是由她将来的丈夫继承家督之位。而她本人只希望可以嫁給心目中的白馬王子，並在都市過着平凡的生活。对佣人嘉音有特殊感情。
正在叛逆期的她，经常作些与母亲要求相反的事情，言行上很像男孩子。由于被母亲夏妃的管教过多，跟父亲又疏于交流，和双亲的关系不是很好，从小支气管就不好，时常会突发性哮喘发作。
右代宮 理御（LION，PS3版聲優：川澄綾子）
EP7登場。表面上是藏臼与夏妃的孩子，其性別乃貓箱外的謎。被給予意味下任家督的銀戒指，期間由藏臼代任，在二十歲生日繼承。
根據貝倫卡絲泰露所說，隨機找到理御存在的碎片機會是257萬8917分之一，他所在的世界中，他（她）是个非常优秀的人。有與朱志香相同而較長的金髮，穿著鮮紅衣服。有掐人屁股的傾向。
其實是貝阿朵莉切如未遭受災難前的生活之具現，也就是貝阿朵莉切未被夏妃推落懸崖，並被養育長大後的生活。

### 長女一家

海貓悲鳴時角色（從左到右）
第一行：金藏、藏臼、夏妃、朱志香
第二行：南條、繪羽、秀吉、讓治
第三行：留弗夫、霧江、戰人
第四行：源次、樓座、真里亞
第五行：紗音、嘉音、鄉田、熊澤

右代宫 绘羽（EVA，聲優：伊藤美紀）
金藏的第二个孩子。利用兄嫂长年没有生育的机会，靠秀吉入赘保住了右代宫家籍。
在有着孩子般开朗性格的同时，也有着性格阴暗的一面。毒舌家。掌握多种格斗技巧，对自己的腿法颇为得意。自身能力明顯比兄長強，但因為父親的重男輕女，所以不被看好，只被吩咐學習當一個好妻子，因此对哥哥藏臼有着很大的敌意，很多事情上都跟他作对。对于嫂子夏妃，经常用没有右代宫家血统的问题来挖苦。
非常希望儿子让治能取代朱志香成为右代宫家的家督继承人。與秀吉的婚姻是因父親的利益而起，但因秀吉開朗的性格而真心愛上對方，因此認為結婚以後再互相認識也會產生愛意，加上對兒子的期望，所以对让治跟佣人身份的纱音交往一事极为反对，對紗音也沒有好臉色。
六軒島慘案的唯一生還者，收養當時因病未去島上的緣壽。
後來在EP8才揭示出其實自身很想要一個女兒，所以十分疼愛緣壽。
在前三本偽書中猜到當年六軒島慘劇仍有一名生還者，因此確定了戰人的生存，兩人為了保護緣壽，故決心隱瞞真相，繪羽保留紀載當年真相的日記鑰匙，而日記則交給戰人與幾子。
右代宫 秀吉（HIDEYOSHI，聲優：廣瀨正志\ PS4/Swicth（翼、羽、咲）：寶龜克壽）
绘羽的丈夫，右代宫家的入赘女婿。自己的家人都死于二战期间，白手起家，创办了自己的餐饮业公司。对业务经营很投入，但不善于企业管理。
也许是自己亲人都已去世的缘故，他对入赘的右代宫家有很深的感情，经常用笑声来活跃气氛，在给孩子们零花钱上出手也十分大方。
為了讓人留下深刻印象，说话经常带着关西腔，但在真正的关西人面前却用回标准音。
右代宫 让治（GEORGE，聲優：鈴村健一）
绘羽和秀吉的儿子，今年23岁的他是金藏孙子辈中唯一的成年人。大学期间就到父亲的公司实习，得到管理经验。毕业后正式进入父亲的公司帮忙。十分尊敬父亲。是个有口皆碑的好青年。
和战人外向的性格呈鲜明的对比，让治做事稳重很少流露自己的感情。亲族间普遍认为比起成绩不佳的朱志香，成绩事业都优秀的让治更适合担当下一任家督。但让治更想像父亲一样创一番自己的事业，对家督繼承並不感兴趣。
与佣人纱音秘密交往多年，并在这一次的家族会议期间私订终身。在得知真相後，不但沒有怪責她，還十分後悔沒有留意到紗音的異樣。可見他對其之深愛。

### 次男一家
右代宫 留弗夫（RUDOLF，聲優：小山力也）
金藏的第三个孩子，6年前前妻明日梦刚刚去世，娶了雾江作为后妻。
相当好色的一个人，但在雾江的管教下已经收敛很多。事业上依靠灰色经济发家，因此难免被人算计。跟哥哥藏臼的关系不好，经常与姐姐绘羽联合对付哥哥。
因為當年正妻與情婦同時懷孕，正妻產下的是死嬰，所以交換了孩子，於當年六軒島慘案時殺害了為數眾多的親族，死於繪羽之手。
戰人之所以討厭任何交通工具，有很大的原因出自他身上。
右代宫 雾江（KYRIE，聲優：田中敦子）
留弗夫的后妻，战人的继母。与留弗夫结婚后，明白到複雜的關係，所以不强求战人叫她「妈妈」，而让战人「雾江姐」来称呼自己。起初雙方仍有一定冷漠，其後跟关系變得不錯。能牢固的掌握丈夫的心，婚后就把留弗夫的不当关系一一解决掉。是个自信、智慧和行动力极强的女性。
有着一套自称「把棋盘掉转过来」的换位思考理论，经常挂在嘴边。
生下緣壽後，看到戰人仍十分疼愛同父異母的妹妹而放心，當年與留弗夫犯下慘案，後與繪羽互相槍擊而死。
右代宫 战人（BATTLER，聲優：小野大輔）
留弗夫的儿子。18岁的高中生，跟朱志香一样面临升学。身高超过180cm，不可思议的害怕乘坐一切颠簸的交通工具。性格上莽撞冒进，但也有对他人遭遇感同身受的细腻情感。受父亲的遗传，也有好色的一面。
对于父亲在母亲丧期另娶新欢一事耿耿于怀，雖然知道是因為情婦懷孕而必須盡快結婚，但仍因此離家出走長達六年。
話雖如此，因為認為孩子是無辜的，所以十分疼愛緣壽，經常帶緣壽到處去玩，緣壽十分珍惜的髮飾就他送的。
EP5的最終局抵達了一切的起點，記起了與貝阿朵莉切的約定，因此懊悔不已。
受雾江的「把棋盘掉转过来」理论影响很深，遇到问题常常想用这种方法找出答案。
於EP8揭露其實是留佛夫與霧江的孩子，後因其正室明日夢所產下的孩子是死胎所以互換。
後來與緣壽相遇，才知道他當年其實原因不明的獲救，但是失去記憶，恢復記憶後以筆名十八，與八城幾子合作共寫關於六軒島慘案的偽書，後來從繪羽得知真相，三人一致決定將六軒島的事實塵封，為了保護緣壽。
因知道真相所以飽受心理上的自我苛責，在一次發作中導致半身不遂而須依賴輪椅，不認為自己是戰人卻苦於自己是戰人的這種矛盾心理，後來才在幾子的建議下，為了對消亡於大海中魔女獻上哀悼才開始合作撰寫六軒島的偽書。
右代宫 缘寿（ANGE，聲優：佐藤利奈）
EP3登場。留弗夫和霧江的女兒，戰人的妹妹。雖然跟戰人相處的時間不多，但很喜歡這個哥哥，跟堂姐真里亞的關係也很好。
當年六歲的她在親族會議前天因為感冒而被霧江送回娘家照顧，因而躲過「六軒島大量殺人事件」。
由於是右代宮一族的唯一繼承人，所以成長過程遭到許多磨難，與繪羽之間的關係稱不上好。
從高樓跳下時被貝倫卡絲泰露所救，後開始橫渡所有碎片尋求那天的真相。
與八城幾子會面並猜出她就是六軒島慘最具權威的偽書作家伊藤幾九郎。
一切結束後，隱姓埋名的低調過著生活，已壽 由香里為筆名撰寫小說而成為知名作家，並接手經營福音之家收容孤兒。
後來在一次典禮中，接受編輯的請託與八城幾子再次會面，並因此得知六軒島慘案的倖存者其實有兩人，其中一人便是戰人。
後才得知戰人之所以不願與她會面乃是因為他有十分嚴重的腦部障礙，彼此理解後，互相約定不再見面。

右代宫 明日梦（ASUMU）
留弗夫的前妻。6年前去世，据说是个富有同情心的人。

### 次女一家
右代宫 楼座（ROSA，聲優：小清水亞美）
金藏的第四个孩子，年纪跟哥哥姐姐相差很大。生有女兒真里亞，真里亞的父親拋棄了妻女，無從得知他的身分，只知道其出身庸俗。由於年紀的關係，因此沒有捲入兄長的紛爭之中，但在親族大會上往往沒有多大的發言權。经营着自己的设计公司，但状况并不乐观。
相當重視女兒的教育，可是卻因為神經質的個性，讓她經常對女兒做出讓她後悔的事情。
右代宫 真里亚（MARIA，聲優：堀江由衣）
楼座9岁的女儿。有很多与其年龄不相称的幼稚行为、嘴里经常发出“呜ー呜ー”的声音。性格非常单纯，连战人跟她开玩笑的话都会完全相信。曾因名字而誤以為自己是特別的存在（真里亞Maria與聖經裡的聖母瑪麗亞英文名同拼法）。
学业不好，也不擅长交际，但对爱好的占星术却有着相当丰富的知识。在向别人讲述自己的知识时会发出「唧嘻嘻嘻嘻」的笑声，顯露出其優越感，同时变的多嘴多事。是魔女贝阿朵莉切的忠实信奉者，一提到魔女就会兴奋起来，如果有人否定魔女的存在就会发火。虽然和金藏一样对占星术、黑魔法有着浓厚的兴趣，但由于金藏对其父亲的出身很不满，且樓座沒有跟從他的意願，擅自把女兒取名真理亞，而厌恶真里亚。同时，真里亚还常常因幼稚化言行而被母亲楼座责备。其豐富的想像力為布偶櫻太郎賦予了生命，亦為紗音的魔法幻想帶來靈感，兩人常常一起交流魔法有關的話題。

## 佣人
纱音（SHANNON，声优：钉宫理惠）
右代宫家的女仆。現年16歲。出身自金藏赞助的孤兒院“福音之家”。
已經在右代宫家工作10年之久。
性格明朗和善，工作認真，但被训斥时会变的慌慌张张，由于她在右代家做事盡責而受金藏信赖，並授予右代宫家的家徽“片翼之鹫”。與右代宫让治私下交往多年。
本名是紗代（sayo）。
嘉音（KANON，声优：小林优）
佣人。现年16岁。和纱音同样来自福音之家。
个性沉默寡言，将纱音當作親姐姐般尊敬。在右代宫家工作三年，同样受到管家源次與當家金藏的信任，也因此被授予家徽“片翼之鹫”。在家族聚会的这段期间，工作就是充当金藏的耳目，向金藏秉告家族成员的一舉一動。
相当坚持自己作为“家具”的身分。本名为“嘉哉”。其實喜歡著朱志香,但因為傢俱的身分不敢表白 。
吕之上 源次（GENJI，声优：船木真人）
右代宫家总管。个性认真，沉默寡言。金藏对他相当信任，是少数可以进出金藏房间的人，被授予“片翼之鷲”。
台灣人，於228事件被金藏救走，後一直擔任右代宮的管家。
乡田 俊朗（GOHDA，声优：上别府仁资）
右代宫家佣人，体格相当魁梧。
原在高级饭店作厨师，却在内部斗争中被迫辞职，再找不到同等的工作。偶然得知夏妃招募厨师而应征选考并获选，因此对夏妃相当尊敬。
跟其他佣人比，资历相对较短。厨艺精湛，但爱表现。忌妒年纪轻轻就取得片翼之鹫资格的纱音与嘉音。
熊泽 千代（KUMASAWA，声优：羽鸟靖子）
右代宫家帮忙打理家务的零工。已年过八十，并多次辞职复职。
外表和善，口才很好，但有时会喋喋不休。作家务的技術是无可挑剔，但遇到麻烦的工作经常找藉口偷懒。
经常用“鲭”做笑話幫别人圓場。不过性格中也有不為人知的部分。
南条 辉正（NANJO，声优：石住昭彦）
金藏的主治醫生，個性冷静随和的老绅士，同昤也是金藏的好友，是除了佣人之外可以进出金藏房间的人。兩人常常切磋国际象棋。
在新島開醫院，已在多年前交给兒子管理，自己過着悠閑的生活。相当當苦惱金藏不肯戒酒的問题。

## 其他傭人
瑠音（RUON）
右代宫家佣人,来自福音之家。對傭人紗音十分刻薄，並妒忌她擁有的特別待遇。據嘉音所述，她時常只清潔夏妃巡查的部分。在一次想在源次面前數落紗音時發現是自己犯了錯，在眾人面前出了醜。
恋音（RENON）
右代宫家佣人,来自福音之家。對傭人紗音十分刻薄，並妒忌她擁有的特別待遇。
玲音（SANON）
右代宫家佣人,来自福音之家。對傭人紗音十分刻薄，並妒忌她擁有的特別待遇。
礼音（REINON）
右代宫家佣人,来自福音之家。對傭人紗音十分刻薄,並妒忌她擁有的特別待遇。
明日音（Asune）
右代宫家佣人,来自福音之家。與鐘音是同事兼朋友，時常不認真工作，被紗音訓話還會頂嘴。
鐘音（BERUNE）
右代宫家佣人,来自福音之家。與真音是同事兼朋友，時常不認真工作，被紗音訓話還會頂嘴。
真音（MANON）
右代宫家的佣人、与纱音、嘉音同是“福音之家”出身。在此次家族会议期间没有当班而没有出现。或許是因為對待紗音和朱志香都很親切，是七位傭人裡唯一在紗音的心裡留下美好的印象的。

## 其他人物

### 客人
古戶 繪梨花（PS3版聲優：桑谷夏子）
EP5登场。在六轩岛海域附近遇难，漂流到六轩岛，且奇迹似的毫发无伤。右代宫家因此收留保护她到大屋内，而作为客人迎接她，也因此遇到魔女传说连续杀人事件。 : 虽然是留着蓝色长发十几岁的少女，不过博学多闻，记忆力也非常好。说话常常使用敬语。非常热中热衷于谜题和神秘事件，也因陷在其中进而失去人性。一点也不会看气氛。
有着这冷酷无情且狡猾的一面。对自己的推理有着绝对的信心，若有人对此表示怀疑、污蔑或挑衅的话，会感到非常震怒。

### 1998年的世界
本世界观于EP4登场，但实际时点为另一个碎片世界，就是六轩岛大量杀人事件以后12年。
小此木 铁郎（聲優：小杉十郎太/PS3版：成田劍）
食品流通公司的社长，右代宫集团的重要人物。跟秀吉的关系良好。后来也得到绘羽的莫大信任。
與暮蟬悲鳴時的「山狗」部隊小此木指揮官是同一人。
天草 十三（聲優：遊佐浩二）
退伍军人，对要员监护和反狙击工作很在行。原本是绘羽的保镖，绘羽死后受小此木委托负责缘寿的安全。
給予緣壽相當大的協助，口頭禪為「Cool!」，有著一頭銀髮及低馬尾。
動畫預告時暗示在自衛隊服役時曾待在暮蟬悲鳴時登場的「山狗」部隊，在暮蟬悲鳴時業中以雲雀十三的名字短暫登場。
须磨寺 霞（聲優：田中敦子/PS3版：島本須美）
破落名门须磨寺家的女儿，右代宫雾江的妹妹。出于对姐姐的嫉妒，对缘寿也没有好感。
大月教授（聲優：近藤隆幸）
西洋民俗学权威，某大学教授。六轩岛魔女传说的研究爱好者。
南条 雅行（聲優：石住昭彥）
南条辉正的儿子，接手父親留下的南条诊所。
熊泽 鲭吉（聲優：梅津秀行）
熊泽秋的儿子，在渔港工作。
川畑船长（聲優：松岡大介/PS3版：秋元羊介）
六轩岛与新岛间往返高速船的船长。
八城十八（PS3版聲優：根谷美智子）
发生“六轩岛大量杀人事件”后众多伪书作家的其中一位女性作家。EP3-EP6的故事都是她所写的，在众多伪书作家之中受到最高的评价。有着傲慢及厌世的性格。
本名幾子，其實伊藤幾九郎是她與十八兩人的共用筆名。

### 1945年的世界
貝阿朵莉切・卡丝媞莉欧妮（Beatrice Castiglioni，PS3版聲優：大原沙耶香）
意大利社會共和國高官的女儿，昵称碧切，二战中乘着潜水艇与能流利说英语的金藏认识，战争后在小田代的別墅与金藏生活。

## 魔女与魔术师
贝阿朵莉切（Beatrice，聲優：大原沙耶香）
在右代宫家被称作魔女的存在，也稱呼為右代宫家的顾问炼金术师。代表「黄金和无限」的魔女，喜欢用「妾身」自称。有着把人「無限次」殺死的力量。
据说曾经被金藏在某个恶魔招呼仪式中唤出，并与之签订契约。也有人认为她是金藏曾经的情人的化身，被六轩岛的佣人们视为岛的另一个主人。
似乎對戰人抱有微妙的感情。
棋盤外以禮服造型示人，而作為棋子登場時則身穿短裙。
名子由來是但丁神曲裡面，將但丁從罪惡中解放，並擔任但丁前往天堂的引路人的聖女，贝阿朵莉切(Beatrice)。
另外，尖端出版社所出的小說版中的譯名為「蓓雅特莉琪」，青文出版社所出的漫畫版譯名則是「蓓雅朵莉琪」。
貝倫卡絲泰露（Bernkastel，聲優：田村由香里）
有着千年寿命的，代表「碎片和奇迹」的魔女。有着能使任何事物「不为零」的力量。元老院魔女之一。自稱游走無數碎片，仍繼續逃亡的旅人。
是前作《暮蝉悲鸣时》古手梨花捨棄出来的人格，徘徊在龐大的碎片之海中，自称因为跟贝阿朵莉切性格不和，加之同情获胜渺茫的战人而参与到这个事件中来。但其实是把贝阿朵莉切当作为玩具，而从无聊的生活得到乐趣。
名字的由來是從《暮蝉悲鸣时》出現的謎之詩執筆者--Frederica Bernkastel。(Frederica音譯為芙蕾德莉卡，與古手梨花發音相同)
另外，尖端出版社所出的小說版中的譯名為「蓓倫卡絲緹」，青文出版社所出的漫畫版譯名則是「貝倫卡絲緹爾」。
拉姆达戴露塔（ΛΔ(Lambdadelta)，聲優：大浦冬華）
代表「绝对」的魔女。拥有将人「必定杀死」的力量。
與前作《暮蝉悲鸣时》鹰野三四幼时的田无美代子及動畫《業》的北條沙都子的形象类似。喜欢发出“哦~ho~ho~ho~ho”的笑声。对貝倫卡絲泰露有着近乎病态的“爱恋”。对贝阿朵莉切所布置的棋局有着浓厚的兴趣，想要用它来困住貝倫卡絲泰露并使她屈服。身體是用糖果做的。
名字的由來是希臘文字的34（拉姆達(λ)=30 / 戴露塔(δ)=4）
另外，尖端出版社所出的小說版中的譯名為「蘭妲蒂兒塔」，青文出版社所出的漫畫版譯名則是「菈姆達蒂兒塔」。
夏娃．贝阿朵莉切（Eva．Beatrice，聲優：伊藤美紀）
EP3登場，繼承「黄金和无限」的名号。
外形是绘羽少女时代的样貌，本來是為繪羽基於對於右代宮家重男輕女的反感，以及成為家督的渴望而想像的另一個自己。由於發現黃金，所以從貝倫得到實在的力量。
瓦尔基莉亚（Virgilia，聲優：井上喜久子）
EP3登场。有限的魔女，全名為普布莉烏絲．瓦爾基莉亞．瑪洛(プブリウス・ワルギリア・マロ)，前任的“无限魔女”。贝阿朵莉切的老师，傳授无限的魔法給还是人类的贝阿朵莉切。希望无限的魔法能带给人们幸福。
名字由來是古羅馬詩人，同時身兼但丁神曲裡面，擔任但丁引路人的維吉爾（Virgil）。
安琪．贝阿朵莉切（Ange．Beatrice，聲優：佐藤利奈）
EP3登場。1998年最後的「黄金和无限」魔女，繼承了六轩岛的所有黃金，同時為返魂的魔女。EP8时曾短暂获得真实的魔女称号。
真正身份為緣壽。本体在1998年的世界，故对贝阿朵莉切的所有魔法都有着无限大的免疫力。
对待魔法有着既理解又想否认的矛盾心理。
在EP4中使用格萊泰爾（Gretel）的假名。
瑪利亚（Maria，聲優：堀江由衣）
EP4登場。真里亚得到贝阿朵莉切的欣赏，被推荐为见习魔女。在完成仪式后成为正式的魔女「瑪利亚」。
原初魔女。拥有「从0之海洋中创造1的能力」。
黄金史密斯（Goldsmith，聲優：麥人）
对身为魔术师的金藏的称呼，也是金藏寫魔導書時用的書名。
身為魔術師，連讓冷掉的紅茶重新溫熱的魔術都使不出，卻能召換出能煮沸大海的惡魔，擁有極不平衡的魔術能力。
其所拥有的强大的召唤能力，连贝阿朵莉切也难以對抗。
艾莉卡（Erica，PS3版聲優：桑谷夏子）
EP5登場。成為「真實」魔女的繪梨花，證明人為貝倫卡絲泰露。揭露真实的魔女，同时也是承受真实的魔女(自称)。
巴托拉（Battler，PS3版聲優：小野大輔）
EP5登場。繼承了貝阿朵莉切的能力，成為「黃金與無限」的魔術師，證明人為拉姆達戴露塔。
真正身份為戰人。能使用黃金之刃、紅字和藍字，而且為了證明自己是遊戲主宰者，有特權使用金字。性格冷靜沉著和殘酷。
菲扎莉露・奧古斯都．奧蘿拉（Featherinne Augustus Aurora，PS3版聲優：根谷美智子）
為八城十八魔女的姿態，在八城十八著作的「偽書」之中登場的角色。有着千年以上的壽命，代表「尊貴、觀劇及旁觀」的魔女。傳言是到達了神之國度並從其中逃脫成功的魔女。由於身為這個故事的「旁觀者」，不能干涉故事的展開，但可由自己的手對故事的冗余細節進行小方面的干涉。
與前作《暮蟬悲鳴時》的羽入(Feather=羽、in=入)形象相似，羽入常用的口頭禪「啊嗚啊嗚～」，則與姓氏的部分各前兩個字母(Au)讀音相同，而rinne是日文的「輪迴」之意。頭部兩側有與羽入相似的馬蹄型角狀物，似乎是記憶的輔助具。
關於名字的由來，Augustus是來自羅馬大帝奧古斯都，而Aurora則來自希臘神話的黎明女神--奧羅拉。
碧絲（Piece，PS4/Switch版聲優：東山奈央）
咲新增篇章《Last Note of the Golden Witch》登場。隨著一陣小型旋風出現於戰人一行人面前的新遊戲主宰者。是菲扎莉露・奧古斯都・奧蘿拉派來的差使，誇口自稱「刺客」。
真正身份為右代宮明日夢。

## 其他世界的人物

### 大恶魔
羅諾威（Ronove，聲優：杉田智和）
被瑪利亞命名為羅諾威，72柱大恶魔中的第27位。以各种各样的代价为交换而服务主人。当前是照契约担任着贝阿朵莉切的管家（家具长）。掌管着众多擅长家政的眷属，其管家能力极端的高。他烤的小甜饼绝妙无比，常常会有魔女为此而排成长列。战斗力目前是未知数。
噶普（Gaap，聲優：甲斐田幸）
被瑪利亞命名為噶普，72柱大恶魔中的第33位，其本名原為貝阿朵莉切。EP4登場，魔女贝阿朵莉切的朋友。有着瞬间移动的能力。
賽帕爾（Zepar，PS3版聲優：齋賀觀月）
72柱大恶魔中的第16位。EP6登場，婚禮及愛的試煉的司儀，性別不明，但與芙爾芙爾的性別不同。
喜歡以草食男子為戀愛的狩獵目標。
芙爾芙爾（Furfur，PS3版聲優：仙台惠理）
72柱大恶魔中的第34位。EP6登場，婚禮及愛的試煉的司儀，性別不明，但與賽帕爾的性別不同。
喜歡以草食男子為戀愛的狩獵目標。
佛勞洛斯（Flauros，PS4/Switch版聲優：本木咲黒）
72柱大恶魔中的第62位。《我們的告白》登場，特徵為獸耳，個性活潑，把「噠嘖」當作口頭禪。
擁有可怕的力量，擅長將召喚者的敵人咬成碎片、燒成灰燼。原本是與貝阿朵莉切敵對的魔女簽訂契約，現在則是以重視契約的觀點來協助貝阿朵莉切。

### 炼狱七姐妹
黃金魔女（魔術師）手下的高级仆人，由貝阿朵莉切製造。EP2中正式登场。有强烈的自我意识，但不会违犯主人的意愿。杀人时身体化作木桩插入目标体内。名字分别对应七原罪中代表各项恶行的恶魔。
長女—路西法（Lucifer，聲優：齊藤佑圭）
代表傲慢。
次女—利維坦（常譯：雷維阿坦）（Leviathan，聲優：米澤圓）
代表嫉妒。
三女—撒但（常譯：撒旦）（Satan，聲優：日笠陽子）
代表愤怒。
四女—貝爾芬格（常譯：貝露菲格露）（Belphegor，聲優：吉田聖子）
代表懶惰。
五女—瑪門（常譯：瑪蒙）（Mammon，聲優：新名彩乃）
代表貪婪，是緣壽最好的朋友。
六女—別西卜（常譯：貝露賽布布）（Beelzebub，聲優：山岡百合）
代表貪食。
七女—阿斯摩太（常譯：阿絲磨德烏絲）（Asmodeus，聲優：豐崎愛生）
代表色慾。

### 谢丝塔姐妹近卫兵
EP3中正式登场。据说是从龙王手中借出。拥有远比七桩强大的自动制导性能，发出的黄金的弓矢能准确地越过任何障碍物穿过猎物的任何部位，命中率高达97.89%。后面数字暗示了某种武器。靈感來源是真里亞的四隻兔子樂團玩具。
谢丝塔45（聲優：水野麻梨子\ PS4/Switch版（翼）聲優：花守由美里）
有着既非常规矩又很是胆小的性格，被害妄想有点强。因此作为搭挡，弥补粗枝大叶的410弱点。
谢丝塔410（聲優：喜多村英梨）
专长射击管制能力，于近战中也能发挥无与伦比的战斗力。笑聲為「泥嘻～(にひ)」，而語尾通常都是「捏～(にぇ)」。
谢丝塔00（聲優：廣田詩夢）
专长前卫能力和侦察能力，在遭遇战中有强大的压制力。為谢斯塔姐妹近卫兵隊伍中的小隊長。
谢丝塔556（PS4/Switch版聲優：水瀨祈）
負責謝絲塔姐妹兵的分隊火力支援工作。比起攻擊敵人，保護己方更能發揮她的實力。個性沉穩，擅長吹奏小號。但不幸在過去的黑魔女的戰役中戰死（被樓座破壞）。

### 天界大法院

#### 钢铁处女
该名称源于一种刑具，详见铁处女。
德拉诺尔・A・诺克斯（Dlanor A. Knox，PS3版聲優：澤城美雪）
EP5登場。第七管区内赦执行机关钢铁处女的主席異端審問官，階級為一等大司教。說話通常都以片假名為語尾，亦名為「十法則和宣告死刑的德拉諾爾」。和諸位異端審問官一樣，擁有赤鍵和藍鍵這類被稱為概念武裝、物理破壞性的武器。
格德鲁特（Gertrude，PS3版聲優：伊藤靜）
EP5登場。第七管区内赦执行机关钢铁处女的上級補佐官，階級為一等司祭。執行職責時冷靜沉著、無表情、冷漠，實質上性格慈悲為懷。
柯内莉亚（Cornelia，PS3版聲優：朝樹里沙）
EP5登場。第七管区内赦执行机关钢铁处女的補佐官，階級為三等司祭。執行職責時假裝著和格德鲁特一樣無表情及冷漠，實質上性格熱血充沛。敬仰自己的長輩格德鲁特。

#### SSVD
威拉德．H．萊特（Willard H. Wright，PS3版聲優：高橋廣樹）
EP7登場。第八管區内赦执行机关的主席異端審問官。階級是一等大主教，通稱是「二十楔子右」或「魔術師獵人」，常稱「威爾」。說話如性格般，沒禮儀兼粗魯輕率。名字在EP5提及過，在EP7正式登場。
年輕的時候曾是頂尖分子，冷酷無情。嚴遵規則進行異端審問，但跟其他机关不同的是關注人心。其後因不滿制度和無心工作而提交辭呈，經過魔女的棋盤世界。
名字源于范·达因的本名。

### 其余魔幻人物
諸位山羊
為贝阿朵莉切辦事的下級家具。雖是下級家具，但可以無止境地召喚，所以非常好用。
EP8揭露其真實身分為外界對六軒島事件的各式流言蜚語的具象化，並成為貝倫卡絲泰露的棋子，以壓倒性的人海攻勢襲擊右代宮家及貝阿朵莉切為首的黃金鄉幻想人物們。
樱太郎（聲優：茅原實里）
EP4登場。原本是楼座送给真理亚的玩偶。在真里亚成为魔女玛利亚时，被贝阿朵莉切施法变成人形，作为魔女同盟的使者。有着“うりゅ”的口癖。
在EP6擁有「外交官」之特權。
克蕾爾．凡布．貝露娜魯托斯（Clair Vaux Bernard）
根据貝倫卡絲泰露而誕生的朗读角色，为贝阿朵游戏的拟人化。
1. ↑  於EP8被提及
2. ↑  . 07th Expansion Wiki.   [2024-05-21]. （原始内容存档于2024-09-20） （英语）.